# Papp Gergely (riporter)
Papp Gergely vagy Papp Gergő (Budapest, 1973. február 23. –) műsorvezető, szerkesztő-riporter.

## Élete
Egyetemi tanulmányait 1990 és 1993 között a VIII. sz. Egyetemen kezdte Párizsban. Majd 1998-ban végzett az ELTE kommunikáció szakán. Az egyetemi évek alatt a Híradóban gyakornokoskodott, 1995 és 1996 között a Népszabadságban, 1996 és 1998 között a Pesti Est szerkesztője volt, emellett kulturális ajánlókat készített a Duna TV-nek. 
Egy évvel a diplomaosztója után felkereste az RTL Klub főszerkesztőjét. Így lett a Fókusz felelős szerkesztője és riportere, egészen 2004-ig. A Fókusz Portré házigazdájaként egyik alkalommal riportalanya Csernus Imre, pszichiáter volt. Figurája azonnal felkeltette érdeklődését és több előadását is megnézte. Ekkor döbbent rá egy barátjával, hogy ennek az embernek a tévében a helye. Ezt ő is így gondolta, és a próbafelvétel után a Viasat3-nak is tetszett az ötlet. A Viasat3-nál a dr. Csernus gyártójaként, producereként működött egy évig, 2004 és 2005 között. 
Ezután átigazolt a TV2-höz, felhívta Sváby Andrást, kért időpontot és elmondta neki, hogy szeretne a Naplónál dolgozni. Minden hely tele volt, de 2005 novemberében kitörtek a zavargások Párizsban, és lehetőséget kapott egy tudósításra. A főnökei és a régi nagy naplósok is elégedettek voltak a riporttal, így maradhatott a műsornál. Még Zámbó Jimmy házánál is tudósított a gyászoló tömegből. 
Az ismertséget Pimasz úr hozta meg neki. Pimasz Úr figuráját Sváby Andrással közösen találták ki. Ő vetette fel, hogy szükség lenne egy rámenős riporterre. Egy olyan alakra, aki nem szakértőket szólaltat meg, és nem okoskodik, hanem direkt módon szembesíti az embereket a hétköznapi pofátlanságokkal. Mivel az egyéniségétől nem állt távol a feladat, ezért azonnal igent mondott. 2007 novemberétől 2008 decemberéig a Koffeinmentes Mokka műsorvezetője lett.
A TV2-től való távozása után 2009 februárjától a Viasat3 pókerműsorának házigazdája lett, majd nem sokkal később ismét Pimasz úrként folytatta, a korábbinál is nagyobb sikerrel. A csatornánál történt koncepcióváltás után távozott.
2010-től ismét a TV2-nél dolgozott, az Aktív című műsor vezetőjeként.
2017-ben "Pimasz úr átcuccol" sorozata a RTL II-es csatornán fut.
2018-tól a Reggeli egyik házigazdája lett.

#### Családja
Szülei Sumonyi Zoltán költő és Kovács Judit nyelvtanár. Bátyja Papp Gábor Zsigmond filmes. 
Régebben kapcsolata volt Marsi Anikóval. 2013-ban egy esküvőn ismerkedett meg Juhász Judittal, a közös munkáik összehozták őket, majd két év múlva összeházasodtak. A tévés munkák alatt Judit operatőri munkákat is végzett (a Pimasz úr átcuccol sorozatot közösen forgatták), míg férje többnyire a műsorvezetői feladatokat vállalta. Gyermekük Ábel 2007-ben született. 2020 júniusában a Reggeli élő adásában jelentett be, hogy válik feleségétől. 2022. nyarán hivatalosan is kimondták a válásukat. 2020 elejétől volt együtt Pintér Petra énekesnővel, akivel 2022-ben szakítottak.

## Művei
- Papp Gergő Pimaszúr–Kajdi Csaba: A nagy Cyla-sztori; Helikon, Bp., 2021